# Liste der Gemeinden in der Woiwodschaft Opole
Diese Liste führt alle Gemeinden in der Woiwodschaft Opole in Polen auf. Die Woiwodschaft Opole hat nur drei Stadtgemeinden (polnisch gmina miejska), von denen Opole (Oppeln) als größte Stadt die Rechte eines Powiats hat (miasto na prawach powiatu), das heißt „kreisfrei“ ist. Daneben gibt es 33 Stadt-und-Land-Gemeinden (gmina miejsko-wiejska), deren Hauptort die Stadtrechte hat und 35 Landgemeinden (gmina wiejska). – 28 Gemeinden sind zweisprachig, polnisch und deutsch.
Die Gmina Nysa (Neisse) ist mit mehr als 56.000 Einwohnern die drittgrößte Stadt-und-Land-Gemeinde Polens.
[K] kennzeichnet die Kreisstädte, den Sitz der Verwaltung der Powiate.

## Kreisfreie Städte
1. Opole[K] (Oppeln) – 127.839 Einwohner

Opole ist Kreisstadt des Powiat Opolski, gehört ihm jedoch nicht an.

## Stadtgemeinden
1. Brzeg[K] (Brieg) – 35.226 Einwohner, Powiat Brzeski
2. Kędzierzyn-Koźle[K] (Kandrzin-Cosel) – 60.021 Einwohner, Powiat Kędzierzyńsko-Kozielski

Einwohnerzahlen vom 31. Dezember 2020

## Stadt-und-Land-Gemeinden
1. Baborów (Bauerwitz) – 5901 Einwohner, Powiat Głubczycki
2. Biała / Zülz – 10.544, Powiat Prudnicki
3. Byczyna (Pitschen) – 9170, Powiat Kluczborski
4. Dobrodzień / Guttentag – 9737, Powiat Oleski
5. Głogówek / Oberglogau – 13.138, Powiat Prudnicki
6. Głubczyce[K] (Leobschütz)  – 22.029, Powiat Głubczycki
7. Głuchołazy (Bad Ziegenhals) – 23.413, Powiat Nyski
8. Gogolin (Gogolin) – 12.628, Powiat Krapkowicki
9. Gorzów Śląski (Landsberg O.S.) – 7108, Powiat Oleski
10. Grodków (Grottkau) – 18.984, Powiat Brzeski
11. Kietrz (Katscher)  – 10.722, Powiat Głubczycki
12. Kluczbork[K] (Kreuzburg O.S.) – 35.724, Powiat Kluczborski
13. Kolonowskie / Colonnowska – 5863, Powiat Strzelecki
14. Korfantów (Friedland O.S.) – 8639, Powiat Nyski
15. Krapkowice[K] (Krappitz) – 22.337, Powiat Krapkowicki
16. Leśnica / Leschnitz – 7522, Powiat Strzelecki
17. Lewin Brzeski (Löwen) – 12.844, Powiat Brzeski
18. Namysłów[K] (Namslau) – 26.210, Powiat Namysłowski
19. Niemodlin (Falkenberg O.S.) – 13.117, Powiat Opolski
20. Nysa[K] (Neisse) – 56.573, Powiat Nyski
21. Olesno[K] (Rosenberg O.S.) – 17.640, Powiat Oleski
22. Otmuchów (Ottmachau) – 13.355, Powiat Nyski
23. Ozimek (Malapane) – 19.449, Powiat Opolski
24. Paczków (Patschkau) – 12.429, Powiat Nyski
25. Praszka – 13.374, Powiat Oleski
26. Prószków / Proskau – 9079, Powiat Opolski
27. Prudnik[K] (Neustadt O.S.) – 26.800, Powiat Prudnicki
28. Strzelce Opolskie[K] (Groß Strehlitz) – 30.269, Powiat Strzelecki
29. Strzeleczki / Klein Strehlitz – 7341, Powiat Krapkowicki
30. Tułowice (Tillowitz) – 5195, Powiat Opolski
31. Ujazd / Ujest – 6426, Powiat Strzelecki
32. Wołczyn (Konstadt am Stober) – 13.329, Powiat Kluczborski
33. Zawadzkie (Zawadzki) – 11.206, Powiat Strzelecki
34. Zdzieszowice (Deschowitz) – 15.516, Powiat Krapkowicki

Einwohnerzahlen vom 31. Dezember 2020

## Landgemeinden
1. Birawa (Bierawa) – 7895 Einwohner, Powiat Kędzierzyńsko-Kozielski
2. Branice (Branitz) – 6363, Powiat Głubczycki
3. Chrząstowice / Chronstau – 6961, Powiat Opolski
4. Dąbrowa (Dambrau) – 8252, Powiat Opolski
5. Dobrzeń Wielki / Groß Döbern – 9523, Powiat Opolski
6. Cisek / Czissek – 5553, Powiat Kędzierzyńsko-Kozielski
7. Domaszowice (Noldau) – 3573, Powiat Namysłowski
8. Izbicko / Stubendorf – 5413, Powiat Strzelecki
9. Jemielnica / Himmelwitz – 7224, Powiat Strzelecki
10. Kamiennik (Kamnig) – 3407, Powiat Nyski
11. Komprachcice / Comprachtschütz – 9111, Powiat Opolski
12. Łambinowice (Lamsdorf) – 7388, Powiat Nyski
13. Lasowice Wielkie / Groß Lassowitz – 6803, Powiat Kluczborski
14. Lubrza (Leuber) – 4283, Powiat Prudnicki
15. Lubsza (Leubusch) – 8997, Powiat Brzeski
16. Łubniany / Lugnian – 9938, Powiat Opolski
17. Murów / Murow – 5277, Powiat Opolski
18. Olszanka (Alzenau) – 4874, Powiat Brzeski
19. Pakosławice (Bösdorf) – 3496, Powiat Nyski
20. Pawłowiczki / Pawlowitzke – 7277, Powiat Kędzierzyńsko-Kozielski
21. Pokój (Carlsruhe O.S.) – 5144, Powiat Namysłowski
22. Polska Cerekiew / Groß Neukirch – 3956, Powiat Kędzierzyńsko-Kozielski
23. Popielów / Poppelau – 7969, Powiat Opolski
24. Radłów / Radlau – 4238, Powiat Oleski
25. Reńska Wieś / Reinschdorf – 8299, Powiat Kędzierzyńsko-Kozielski
26. Rudniki (Rudniki) – 8082, Powiat Oleski
27. Skarbimierz (Hermsdorf) – 8357, Powiat Brzeski
28. Skoroszyce (Friedewalde) – 6164, Powiat Nyski
29. Świerczów (Schwirz) – 3259, Powiat Namysłowski
30. Tarnów Opolski / Tarnau – 9632, Powiat Opolski
31. Turawa / Turawa – 10.029, Powiat Opolski
32. Walce / Walzen – 5374, Powiat Krapkowicki
33. Wilków (Wilkau) – 4357, Powiat Namysłowski
34. Zębowice / Zembowitz – 3609, Powiat Oleski

Einwohnerzahlen vom 31. Dezember 2020